# Moi dix Mois
Moi Dix Mois este o formație japoneză de heavy metal/visual kei formată în anul 2002.

## Membrii
- Mana-Chitară
- Ryux-Chitară
- Seth-Voce
- Hayato-Tobe
- Sugiya-Chitară bas

## Discografie
- Dix Infernal (2003)
- Nocturnal Opera (2004)
- Beyond the Gate (2006)
- Dixanadu (2007)
- D+Sect (2010)